# Шалозеро
Шалозеро — пресноводное озеро на территории Авдеевского сельского поселения Пудожского района Республики Карелии.

## Общие сведения
Площадь озера — 10,5 км², площадь водосборного бассейна — 91,2 км². Располагается на высоте 133,0 метров над уровнем моря.
Котловина ледникового происхождения.
Форма озера лопастная, продолговатая: оно вытянуто с юго-запада на северо-восток. Берега изрезанные, каменисто-песчаные, местами заболоченные.
Шалозеро является водораздельным: сток из него осуществляется в двух направлениях:
- Система водного объекта 1: Кукручей → Рагнукса → Водла → Онежское озеро → Свирь → Ладожское озеро → Нева → Балтийское море;
- Система водного объекта 2: Шалица → Водла → Онежское озеро → Свирь → Ладожское озеро → Нева → Балтийское море[1][8].

С северо-востока в Шалозеро впадает Гавгручей, несущий воды Сямозера.
В озере более трёх десятков островов общей площадью 0,12 км². Наиболее крупные: Зелёный и Лебединый.
Средняя амплитуда колебаний уровня составляет 1,0 м.
Рыба: щука, плотва, лещ, окунь, налим, ёрш.
Населённые пункты и автодороги вблизи водоёма отсутствуют.
Код объекта в государственном водном реестре — 01040100421402000019593.